# Бад Хофгащайн
Бад Хофгащайн (на немски: Bad Hofgastein) е селище в Западна Австрия. Разположено е около река Гащайнер Ахе в окръг Санкт Йохан им Понгау на провинция Залцбург. Надморска височина 859 m. Летен балнеологичен курорт. Има жп гара. Отстои на около 65 km южно от провинциалния център град Залцбург. На 10 km на юг е град Бад Гащайн. Население 6770 жители към 1 април 2009 г.